# Noord-Macedonië op het Eurovisiesongfestival 2019

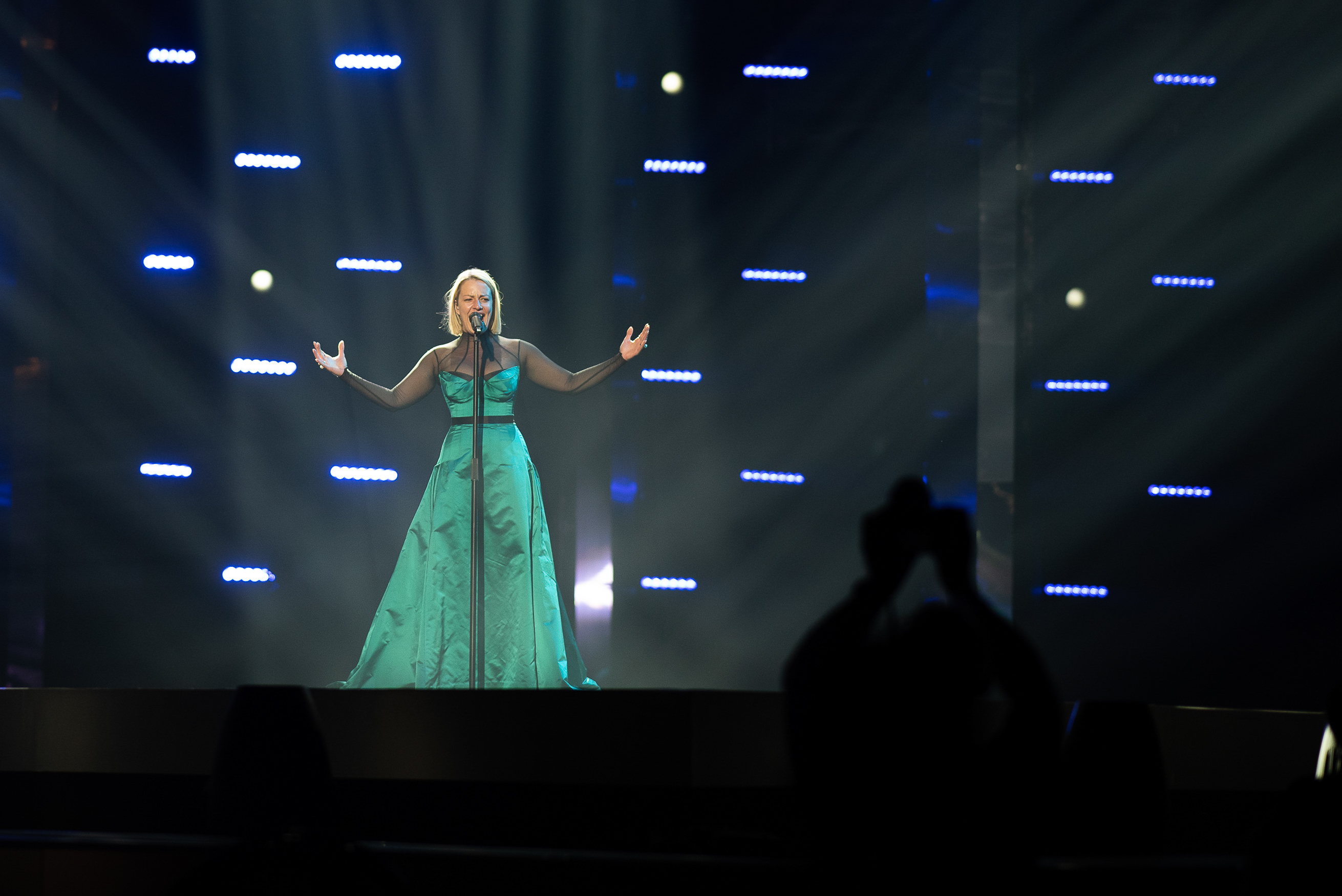
Tamara tijdens haar optreden in Tel Aviv

Noord-Macedonië nam deel aan het Eurovisiesongfestival 2019 in Tel Aviv, Israël. Het was de 19de deelname van het land aan het Eurovisiesongfestival, maar de eerste sinds de naam van het land was gewijzigd van Macedonië naar Noord-Macedonië. MRT was verantwoordelijk voor de Macedonische bijdrage voor de editie van 2019.

## Selectieprocedure
Net als de voorgaande jaren koos de nationale omroep voor een interne selectie. Op 25 januari 2019 maakte MRT bekend dat zangeres Tamara Todevska namens het land zou deelnemen aan het Eurovisiesongfestival 2019. Het was de tweede keer dat ze haar land mocht vertegenwoordigen. In 2008 bleef ze met inzending Let me love you, dat ze samen zong met Vrčak en Adrian Gaxha, steken in de halve finale.
Bij de allereerste deelname van Macedonië, in 2004, stond de zangeres ook op het podium in het achtergrondkoor van Toše Proeski. In 2014 deed ze dat ook bij haar zus Tijana Dapčević die To the sky zong. In 2015 deed Todevska mee aan de nationale finale, maar met haar lied Brod što tone moest ze toen genoegen nemen met de tweede plaats.
Haar lied Proud werd op 8 maart 2019 gepresenteerd aan het grote publiek.

## In Tel Aviv
Noord-Macedonië trad in de tweede halve finale aan als zeventiende, na Duncan Laurence uit Nederland en voor Chingiz uit Azerbeidzjan. Todevska trad op in een groen-zwarte jurk, omringd door spiegels. De achtergrond was duister, met bewegende lichten. Ze werd er tweede en ging dus door naar de finale op zaterdag. Daar trad ze als achtste op, na Serhat uit San Marino en voor John Lundvik uit Zweden. Todevska bleek populair bij de vakjury's en kreeg van hen zelfs de meeste stemmen (247). Hiermee werd ze een grote kanshebber voor de eindoverwinning, maar bij de televoting scoorde ze minder goed en ontving ze slechts 58 punten. Met een totaal van 305 punten behaalde ze uiteindelijk de zevende plaats. Ze kreeg in totaal acht keer de 12 punten, zesmaal van de jury's (Servië, Albanië, Zwitserland, Oostenrijk, Moldavië en het Verenigd Koninkrijk) en tweemaal van de televoters (Servië en Slovenië). De zevende plaats was de eerste top-10-klassering die Noord-Macedonië op het Eurovisiesongfestival wist te bemachtigen.
1998 · 1999 · 2000 · 2001 · 2002 · 2003 · 2004 · 2005 · 2006 · 2007 · 2008 · 2009 · 2010 · 2011 · 2012 · 2013 · 2014 · 2015 · 2016 · 2017 · 2018 · 2019 · 2020 · 2021 · 2022 · 2023-2025
Albanië · Armenië · Australië · Azerbeidzjan · België · Cyprus · Denemarken · Duitsland · Estland · Finland · Frankrijk · Georgië · Griekenland · Hongarije · Ierland · IJsland · Israël · Italië · Kroatië · Letland · Litouwen · Malta · Moldavië · Montenegro · Nederland · Noord-Macedonië · Noorwegen · Oostenrijk · Polen · Portugal · Roemenië · Rusland · San Marino · Servië · Slovenië · Spanje · Tsjechië · Verenigd Koninkrijk · Wit-Rusland · Zweden · Zwitserland